# Passato, presente
Passato, presente è un album dei Diaframma pubblicato nel 2005.

## Il disco
Il disco contiene riletture di vecchi brani della band da parte di altri artisti, versioni arrangiate e registrate nuovamente, di alcuni classici del repertorio e quattro canzoni inedite (le ultime tracce).

## Tracce
1. Labbra blu (Cristina Donà version) - 3:09
2. Effetto notte (Casasonica version) - 4:18
3. Siberia (Madasky version) - 3:32
4. Elena (nuova versione) - 5:06
5. Blu petrolio (nuova versione) - 4:01
6. L'odore delle rose (nuova versione) - 2:48
7. Fiore non sentirti sola (nuova versione) - 3:29
8. Di domenica (nuova versione) - 4:28
9. Giovanna dice - 3:55
10. New Wave - 4:47
11. Io ho te - 5:05
12. Tre allegri ragazzi - 3:34

## Curiosità
La traccia numero 6 è indicata sul retrocopertina col titolo errato L'odore delle cose.
La traccia numero 10 si conclude con una citazione de La guerra di Piero di Fabrizio De André.

## Formazione
- Federico Fiumani - voce, chitarra
- Edoardo Daidone - chitarra
- Riccardo Biliotti - basso
- Gianni Cerone - batteria
- Emilio Sapia - tastiere
- Riccardo Guazzini - sax nelle tracce 4, 8